# Outeiro de Rei
Outeiro de Rei là một đô thị ở tỉnh Lugo ở Galicia. Đô thị này thuộc comarca Lugo.
Dân số năm 2003: 4.428 người theo kết quả điều tra của INE.

## Parroquia
| - Arcos (San Pedro) - Aspai (San Cibrao) - Bonxe (San Mamede) - Caboi (San Martiño) - Candai (San Vicente) - Castelo de Rei (San Salvador) - Cela (Santa María) - Folgueira (San Nicolás) - Francos (Santiago) - Guillar (San Martiño) - Martul (San Pedro) - Matela (Santa Mª Madanela) - Mosteiro (San Salvador) - Outeiro de Rei (San Xoán) | - Parada (San Xoán) - Robra (San Pedro Fiz) - San Clodio de Aguiar (San Clodio) - San Fiz de Paz (San Pedro Fiz) - San Lourenzo de Aguiar (San Lourenzo) - San Tomé de Gaioso (San Tomé) - Santa Mariña (Santa María) - Santiago de Gaioso (Santiago) - Silvarrei (San Xoán) - Sobrada de Aguiar (Sta. Mª Madanela) - Taboi (San Pedro) - Vicinte (Santa María) - Vilela (Santiago) |